# Gare d'Omsk-Passajirski
 (février 2023).
Si vous disposez d'ouvrages ou d'articles de référence ou si vous connaissez des sites web de qualité traitant du thème abordé ici, merci de compléter l'article en donnant les références utiles à sa vérifiabilité et en les liant à la section « Notes et références ».
La gare d'Omsk-Passajirski (en russe : Станция Омск-Пассажирский) est une gare ferroviaire russe, située dans la ville d'Omsk, dans l'oblast d'Omsk, en Russie.

## Histoire
Elle a été ouverte en 1896.